# San Daniele del Friuli
San Daniele del Friuli (San Denêl in friulano) è un comune italiano di 7 946 abitanti del Friuli-Venezia Giulia. La città è nota per la produzione dell'omonimo prosciutto crudo DOP.

## Geografia fisica

### Territorio

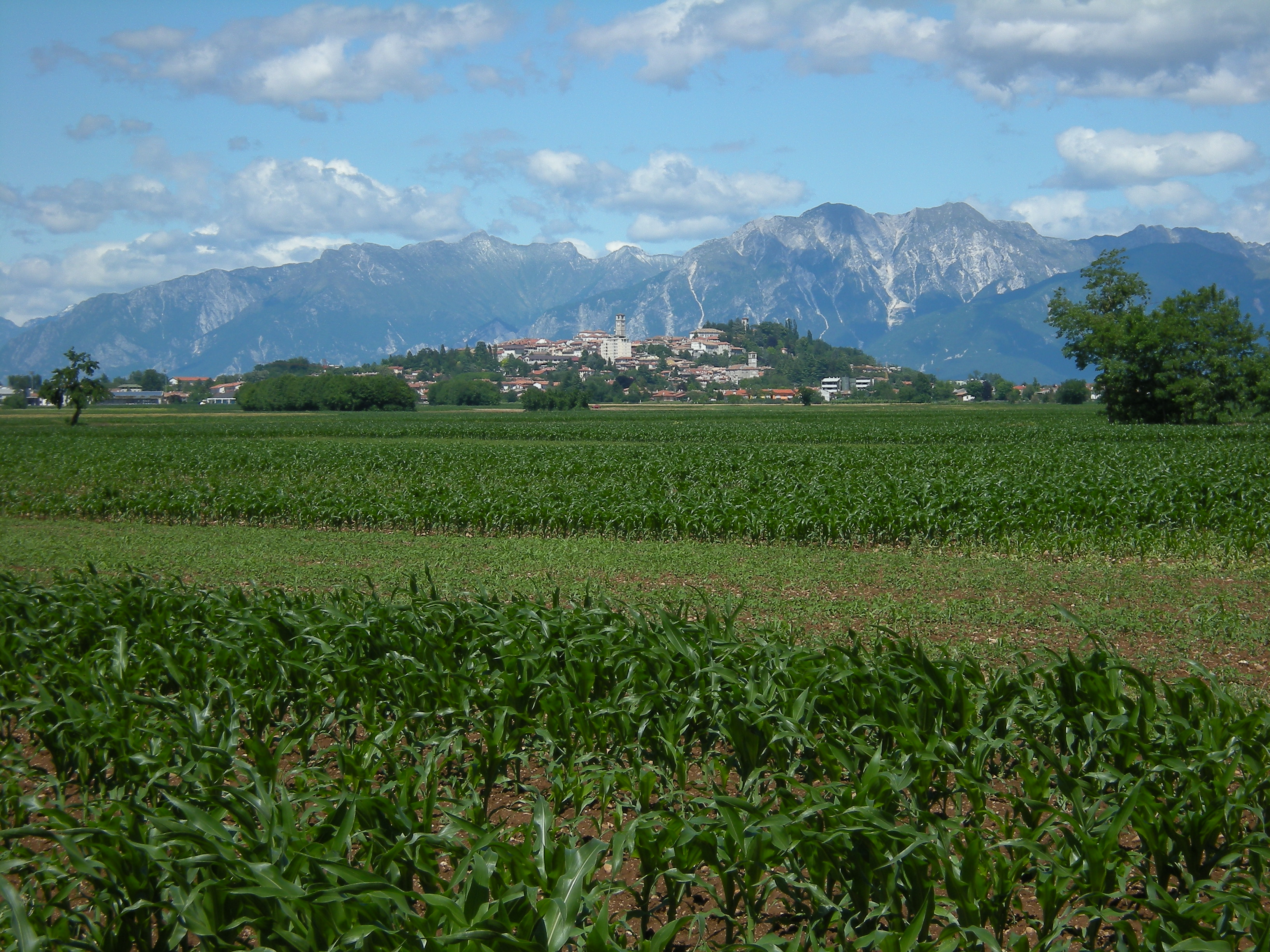
San Daniele da Villanova

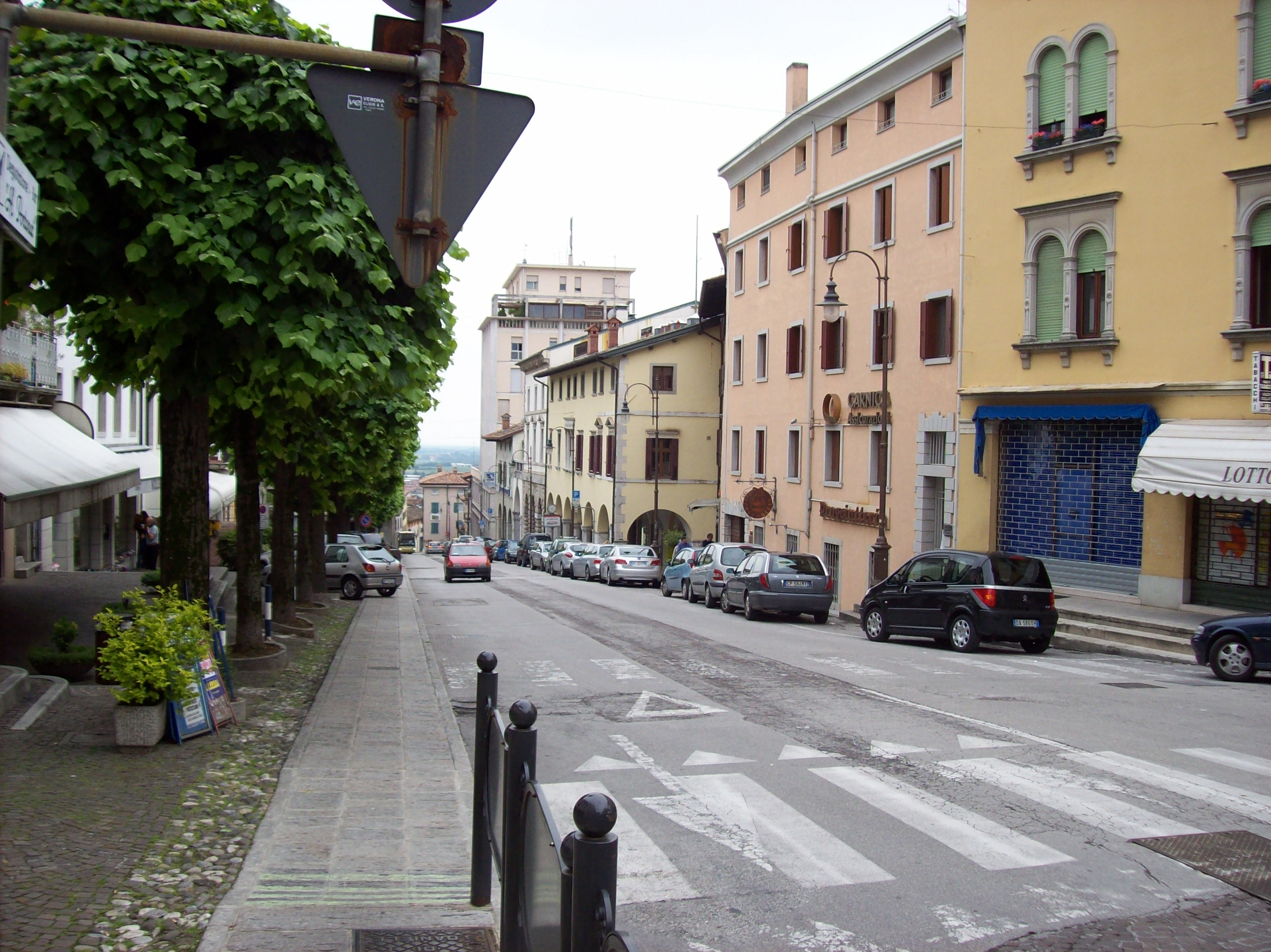
Scorcio di Via Umberto I

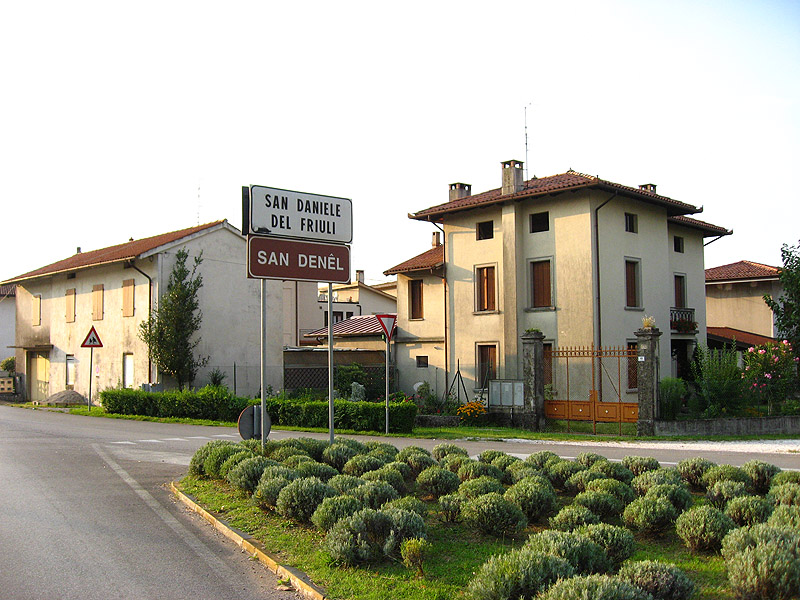
Cartello in prossimità della Strada Regionale 463

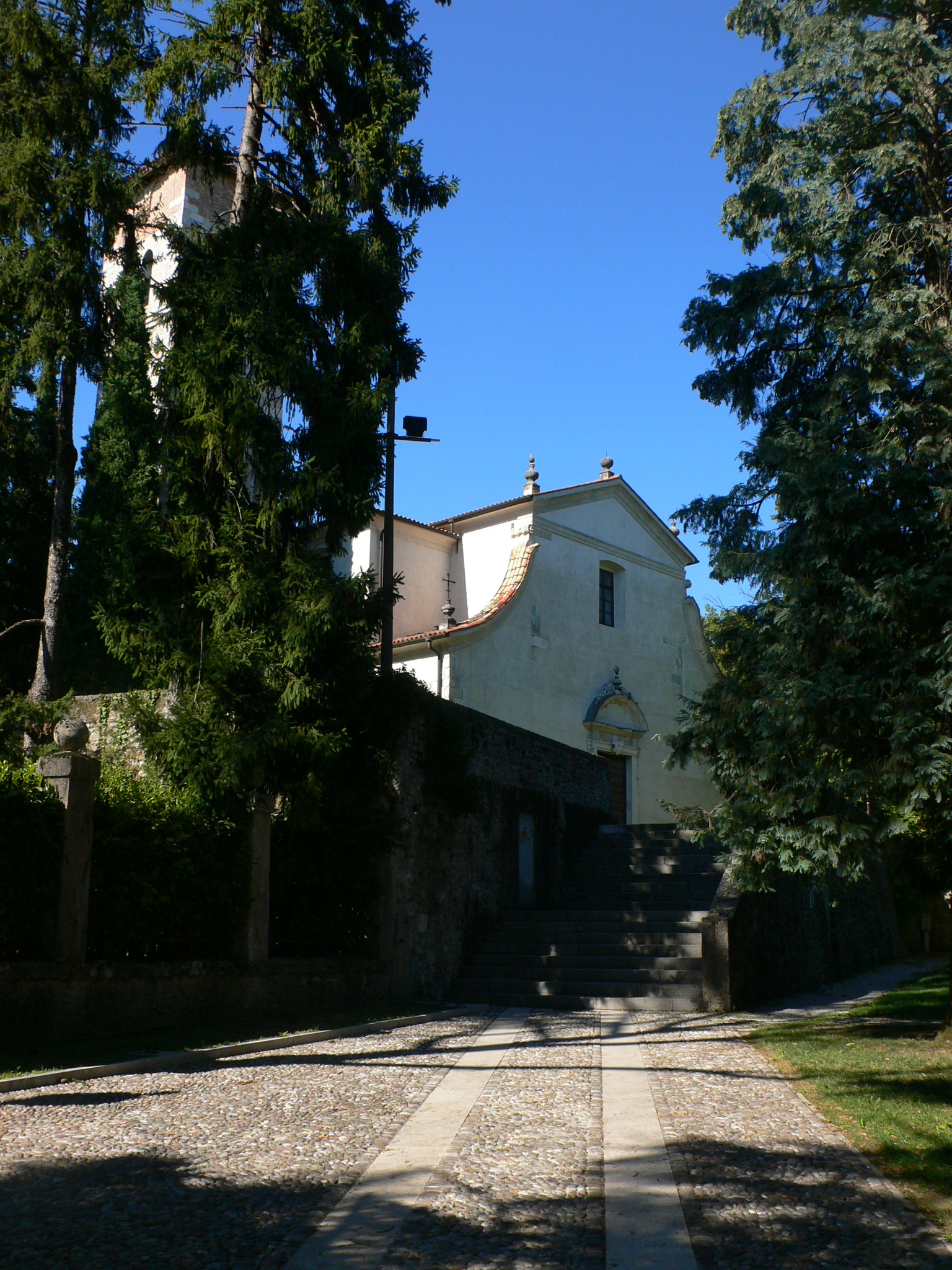
Chiesa di San Daniele in Castello

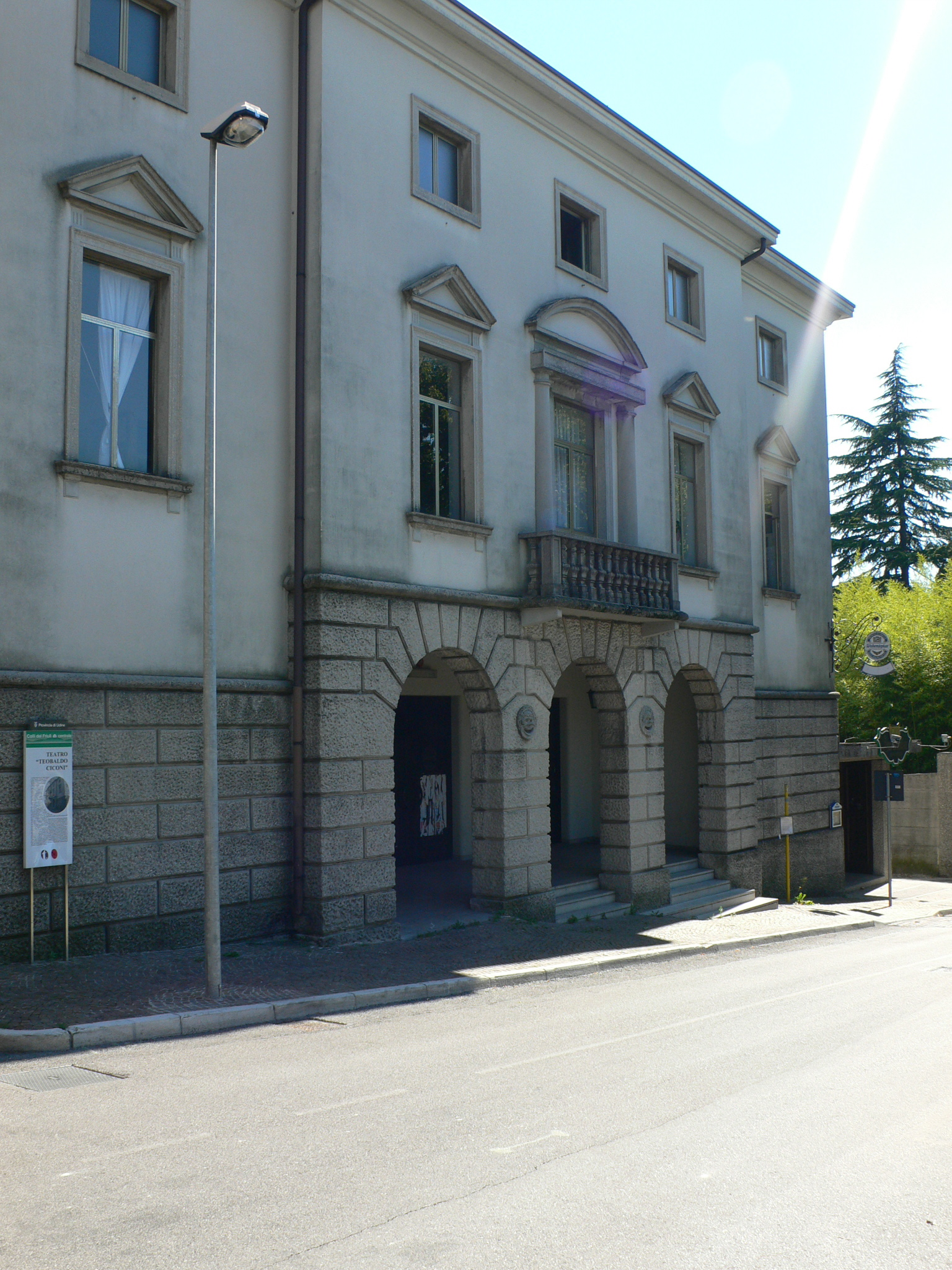
Teatro Teobaldo Ciconi

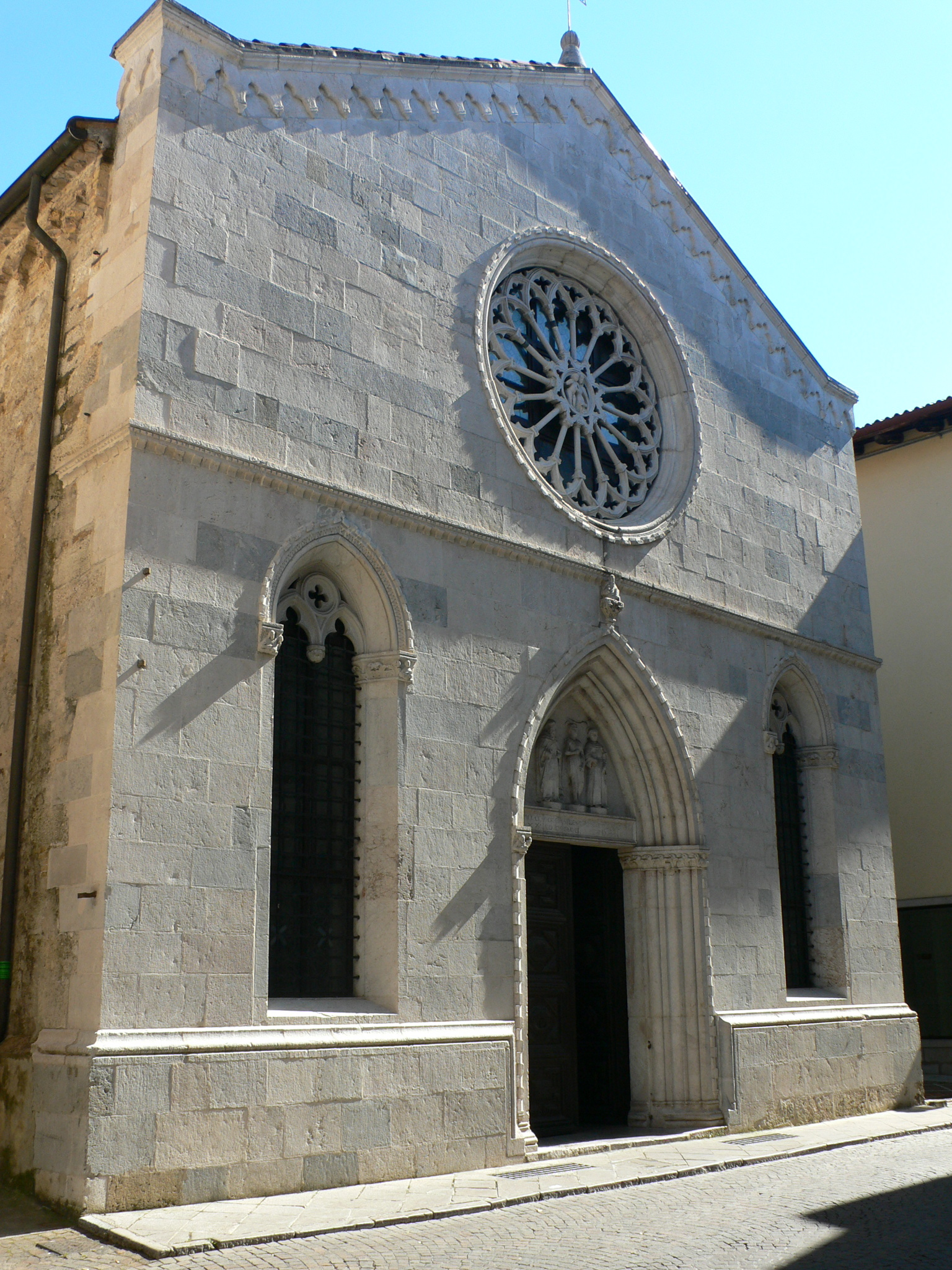
Chiesa di Sant'Antonio Abate

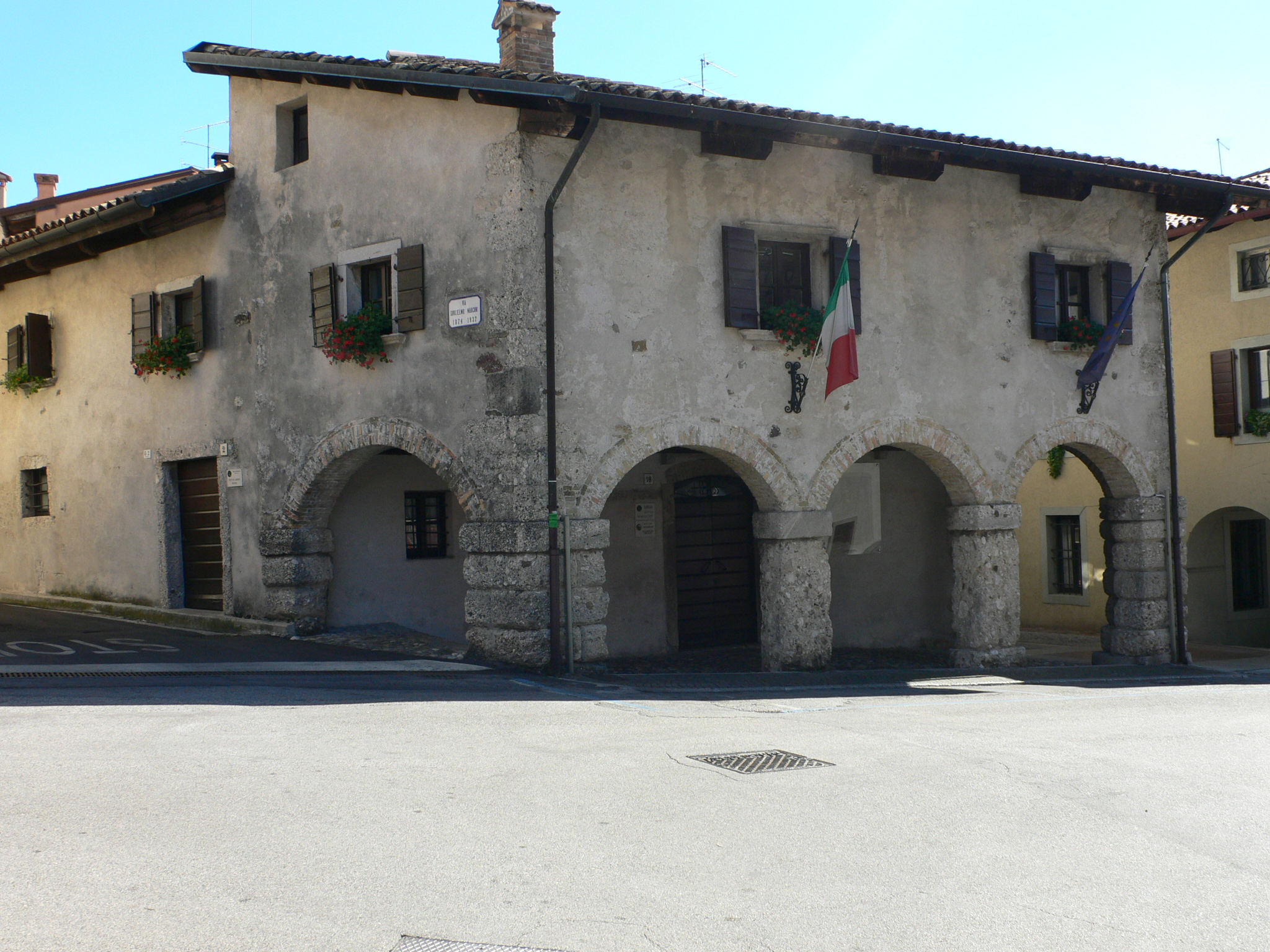
Casa del Trecento

Il comune di San Daniele, arroccato sulla sommità di un colle a 252 m s.l.m., è al centro del Friuli e domina la pianura circostante. Il territorio gode di un'aria particolare che dona ai prosciutti (prodotti localmente), un sapore unico e inconfondibile conosciuto in tutto il mondo. A poca distanza dal colle, le limpide acque del Tagliamento sono la naturale dimora della trota (qui chiamata "la regina di San Daniele") che viene allevata e lavorata in modo artigianale. La città può vantare la vicinanza al Mare Adriatico a sud e alla Carnia a nord. San Daniele era in contatto con San Daniele in Carinzia (Sankt Daniel im Gailtal) collegato con la storia del Patriarcato di Aquileia e con San Daniele del Carso (monte San Daniele) in Slovenia (Stanjel na Krasu) per comune storia originaria. Città raccolta ed accogliente con diversi tesori artistici, fa parte delle Città Slow.

## Storia
Uno dei centri della Riforma protestante nel Friuli nel XVII secolo, San Daniele del Friuli fu patria dell'erudito e scrittore Giusto Fontanini (1666-1736).
Il terremoto del 1976 arrecò al paese meno danni rispetto agli altri comuni coinvolti, ma si verificarono distruzioni parziali o totali degli edifici del centro storico, meno toccato dagli spezzonamenti, e danni alle opere d'arte, con feriti e vittime, molte delle quali causate dal crollo di una palazzina a pochi passi dal municipio.

### Simboli
Lo stemma e il gonfalone sono stati concessi con decreto del presidente della Repubblica del 21 luglio 1962.
Il gonfalone è un drappo di colore cremisi.

## Monumenti e luoghi d'interesse
- La Biblioteca guarneriana, biblioteca pubblica tra le più antiche in Italia, fondata nel 1466 da Guarnerio d'Artegna, il quale donò alla chiesa di S. Michele 173 codici manoscritti; la raccolta comprende numerose opere miniate, una rara edizione dell'Inferno di Dante del XIV secolo, la Bibbia Levantina, le cui miniature costituiscono un'interessante commistione tra elementi occidentali e levantini, e numerose edizioni stampate del Cinquecento, dono dell'arcivescovo Giusto Fontanini alla sua città.
- Chiesa di San Daniele in Castello
- Duomo di San Michele Arcangelo
- Museo del territorio, ospitato presso il chiostro dell'ospedale vecchio
- Casa del Trecento
- Chiesa di Sant'Antonio Abate, celebre per i suoi meravigliosi affreschi, realizzati tra il 1497 e il 1522 da Martino da Udine, meglio conosciuto come Pellegrino da San Daniele, al punto da esser nota come "La Sistina del Friuli".
- Chiesa di Santa Maria della Fratta, risalente al XIV secolo
- Chiesa di Sant'Andrea in località Picaron, risalente all'XI secolo
- Chiesa di Santa Maria Maggiore, consacrata nel 1821
- Porta Gemona, progettata da Andrea Palladio nel 1579 in una torre testimonianza dell'antico castello medioevale.

## Società

### Evoluzione demografica
Abitanti censiti

### Etnie e minoranze straniere
Al 31 dicembre 2017 gli stranieri residenti nel comune sono 607, ovvero il 7,3% della popolazione. Di seguito sono riportati i gruppi più consistenti:
1. Romania, 194
2. Marocco, 70
3. Ucraina, 52
4. Albania, 42
5. Serbia, 34
6. Moldavia, 27
7. Macedonia del Nord, 18
8. Polonia, 18

### Lingue e dialetti
A San Daniele del Friuli, accanto alla lingua italiana, la popolazione utilizza la lingua friulana. Ai sensi della Deliberazione n. 2680 del 3 agosto 2001 della Giunta della Regione autonoma Friuli-Venezia Giulia, il Comune è inserito nell'ambito territoriale di tutela della lingua friulana ai fini della applicazione della legge 482/99, della legge regionale 15/96 e della legge regionale 29/2007. La lingua friulana che si parla a San Daniele del Friuli rientra fra le varianti appartenenti al friulano centro-orientale.

### Religione
La maggior parte della popolazione, come per tutta l'Italia, appartiene alla Chiesa cattolica, e afferisce alla parrocchia di San Michele Arcangelo. La parrocchia appartiene all'Arcidiocesi di Udine ed è sede della Forania di San Daniele del Friuli, di cui fanno parte 20 parrocchie.

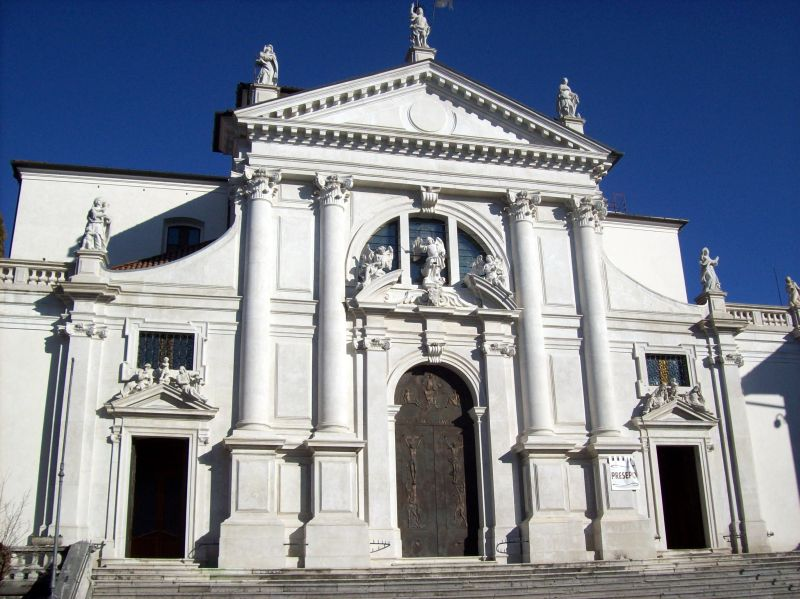
Duomo di San Daniele

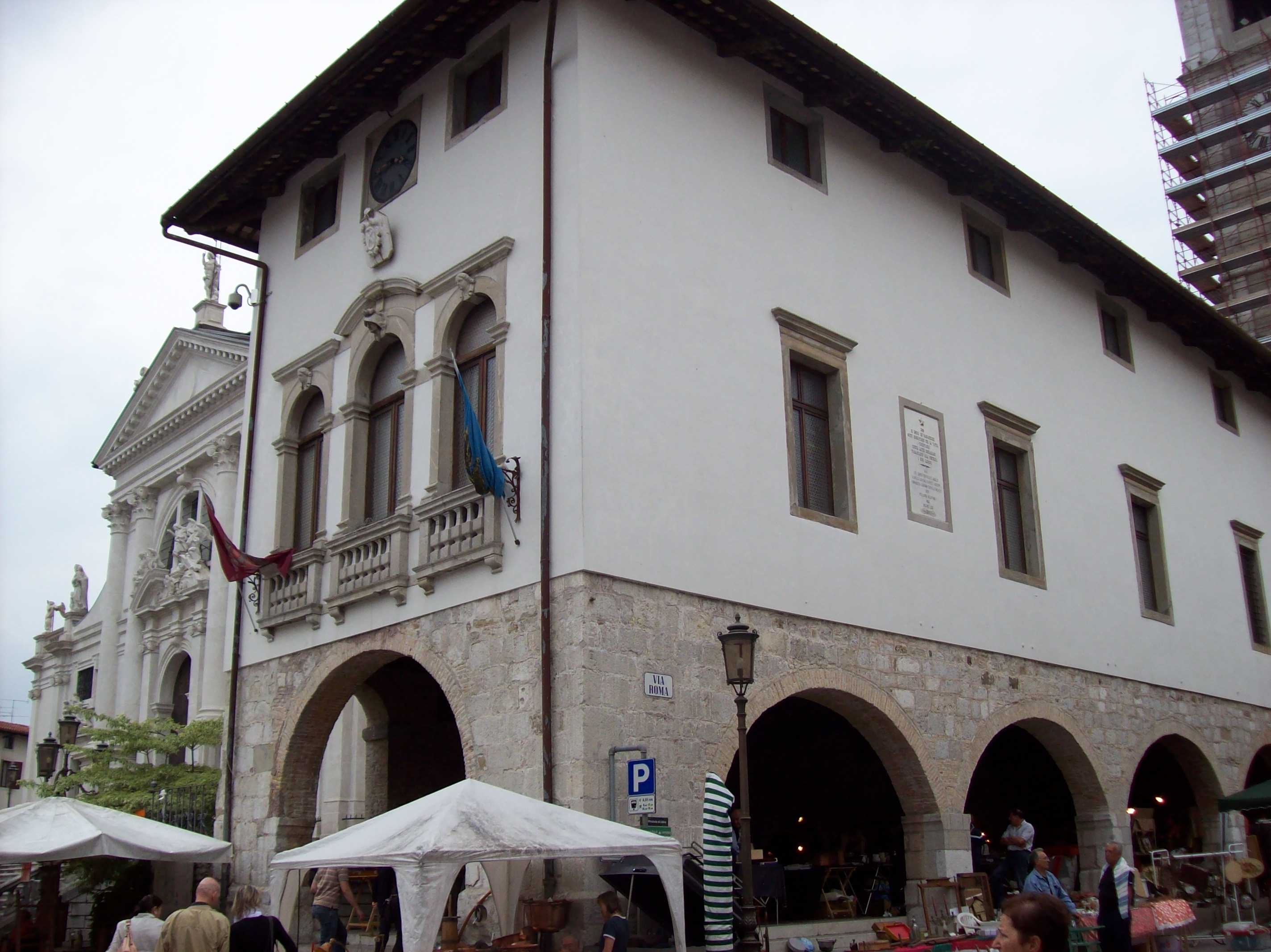
L'antico Palazzo Comunale

## Cultura

### Istruzione
Sono presenti a San Daniele: 1 asilo nido, 2 scuole materne, 1 scuola primaria, 1 scuola media e 1 scuola superiore, l'Istituto Statale d'Istruzione Superiore "V. Manzini". Inoltre è presente anche l'Università della Terza Età.

## Geografia antropica

### Suddivisioni storiche
La circoscrizione del Comune è costituita da:
- Centro storico
- Borgo Pozzo
- Borgo Sacco
- Borgo Sopracastello
- Chiamanis
- Borgo Sottoagaro
- Picaron
- Borgo Nuovo
- Zulins
- Bronzacco
- Soprapaludo

#### Borgo Pozzo (San Daniele del Friuli)
Borgo Pozzo è uno dei quattro borghi storici di San Daniele del Friuli, assieme a Sacco, Piazza e Sopracastello. Il nome deriva dalla ricchezza di pozzi d'acqua che caratterizzava la zona. Fino al 1960 circa, era delimitato da mura merlate, come nell'uso in Friuli di appezzamenti recintati con corti contadine, dette Braide, che delimitavano la zona propriamente urbana. All'interno del suo territorio è da sempre situato l'Ospedale di Sant'Antonio, ed è evoluto come polo scolastico e sportivo successivamente al sisma del 1976 terremoto del Friuli.

### Frazioni
- Cimano
- Villanova

#### Località
- Aonedis

## Economia
Il comune è noto in tutto il mondo soprattutto per il prosciutto crudo "San Daniele", che da esso prende il nome. È famosa anche la trota conosciuta come la regina di San Daniele. Per quanto riguarda l'artigianato, San Daniele è rinomata per la lavorazione del cuoio e delle pelli, e per la produzione di calzature e di pantofole. Per quanto riguarda invece l'industria, nella frazione Villanova sono presenti gli headquarters della multinazionale Lima Corporate, specializzata nella progettazione e produzione di protesi ortopediche.

## Infrastrutture e trasporti

### Strade
La principale strada di collegamento fra San Daniele e il capoluogo è la SR 463 del Tagliamento. La di adduzione si avvale inoltre dalle strade provinciali 5, 66 e 116.

### Ferrovie e tranvie
La frazione di Cimano possedeva una fermata ferroviaria non più in uso sulla linea di interesse regionale Gemona del Friuli-Pinzano.
Le stazioni ferroviarie più vicine collegate con autobus al centro di San Daniele sono la Stazione di Pinzano a 8 km e la Stazione di Majano a 11 km, entrambe poste sulla linea Sacile-Pinzano-Gemona, la quale ha ripreso il traffico nel 2018.
Fra il 1889 e il 1955 fu attiva la tranvia Udine-San Daniele, che consentiva la comunicazione con il capoluogo e con centri quali Torreano, Martignacco e Fagagna. I lavori per il prolungamento di tale infrastruttura fino a Pinzano, pur condotti nel primo dopoguerra, furono tuttavia interrotti e l'opera rimase incompiuta.

## Amministrazione
| Nº | Ritratto | Ritratto | Nome          | Mandato        | Mandato       | Partito   | Coalizione                                               |
| Nº | Ritratto | Ritratto | Nome          | Inizio         | Fine          | Partito   | Coalizione                                               |
| -- | -------- | -------- | ------------- | -------------- | ------------- | --------- | -------------------------------------------------------- |
| 1  |          |          | Pietro Valent | 29 aprile 2018 | 3 aprile 2023 | Lega Nord | LN-FdI-San Daniele svolta                                |
| 2  |          |          | Pietro Valent | 3 aprile 2023  | in carica     | Lega Nord | Lega-Viviamo San Daniele-Lista Valent Fedriga Presidente |

### Gemellaggi

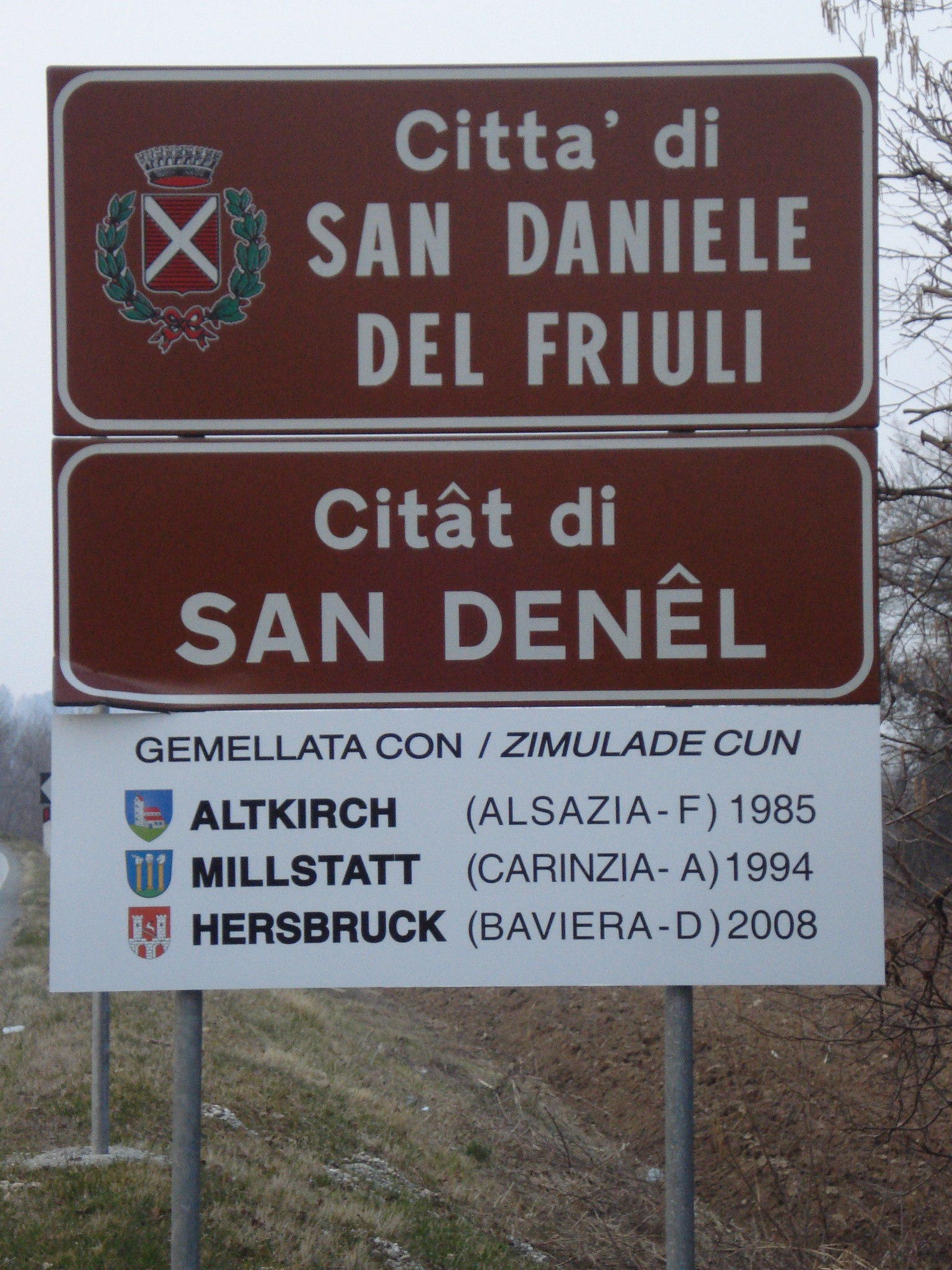
Cartello d'identificazione del comune

- Altkirch, dal 1985
- Millstatt, dal 1994
- Hersbruck, dal 2008

## Galleria d'immagini

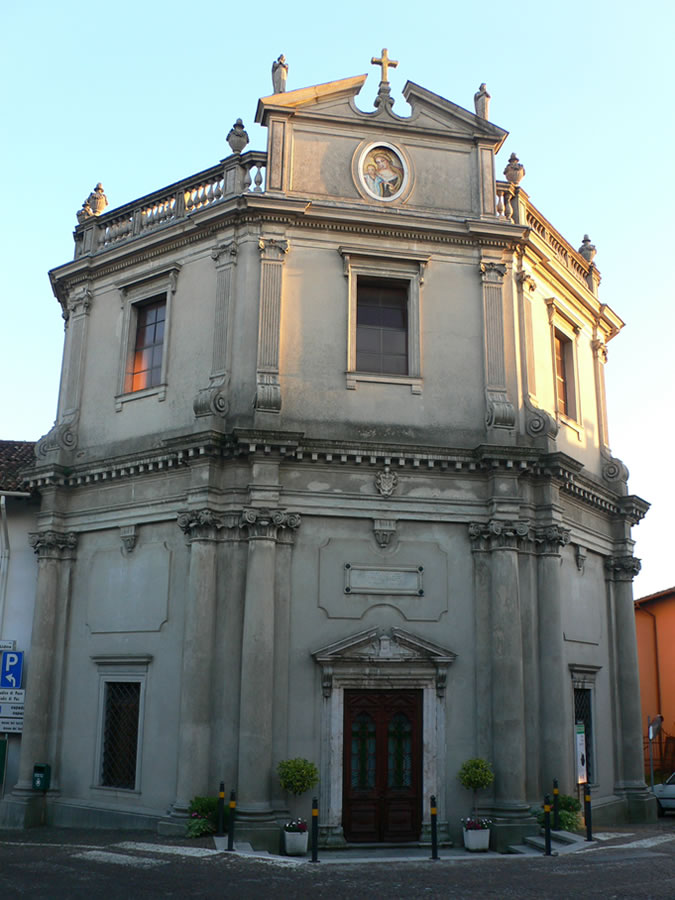
Santuario di Madonna di Strada
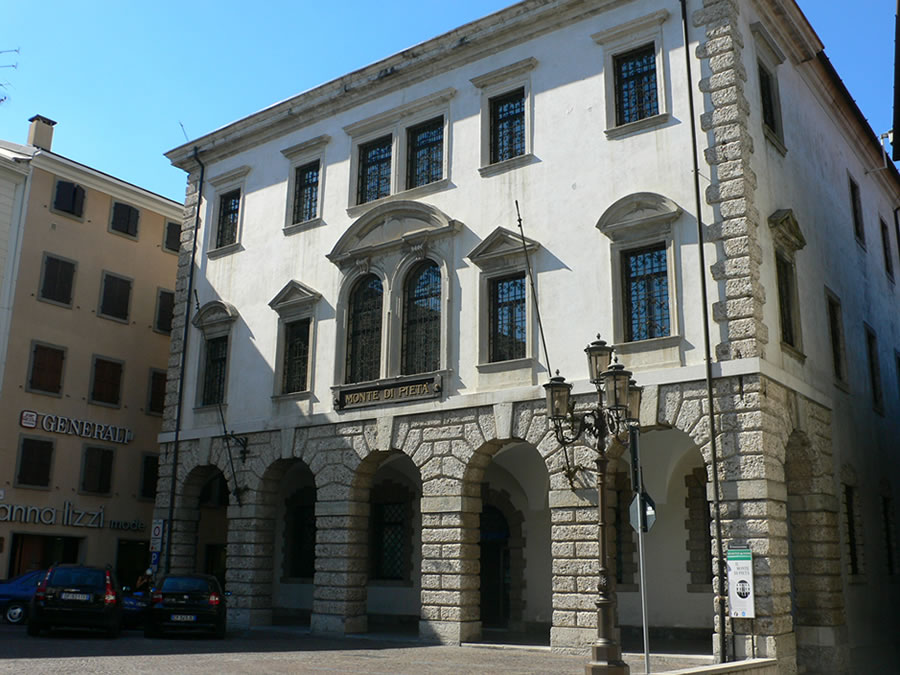
Palazzo del Monte di Pietà
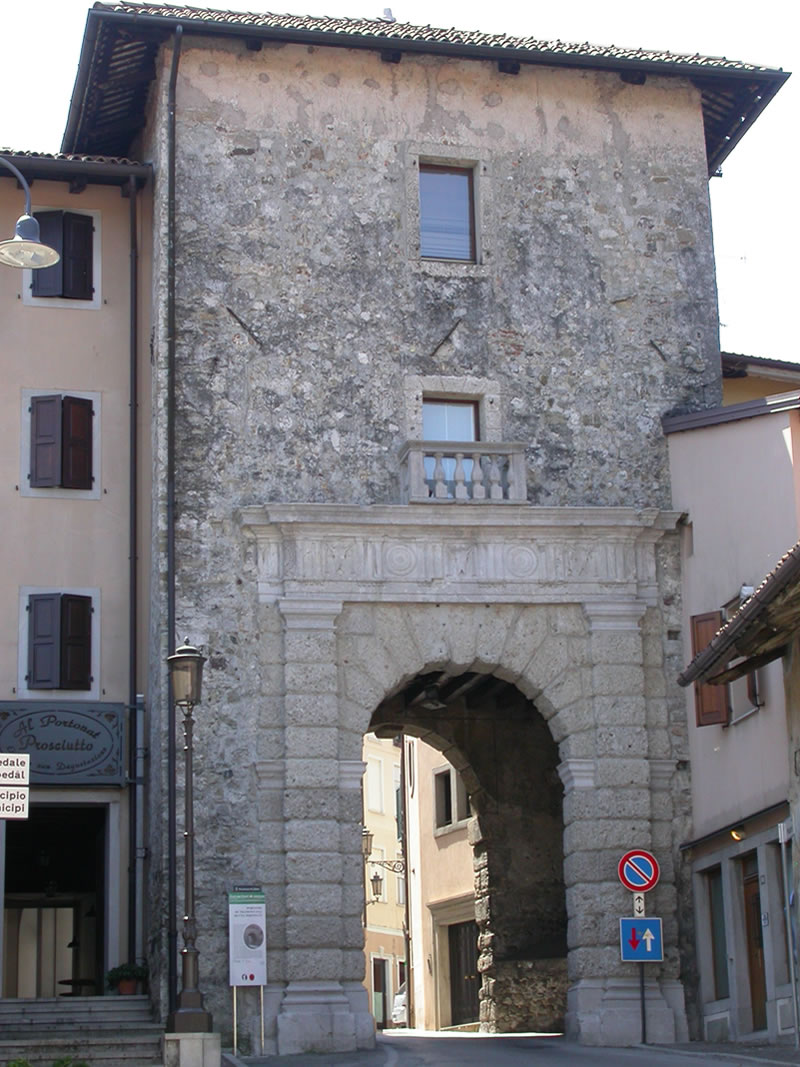
Portone di Tramontana detto "Portonàt"